# Etero pride

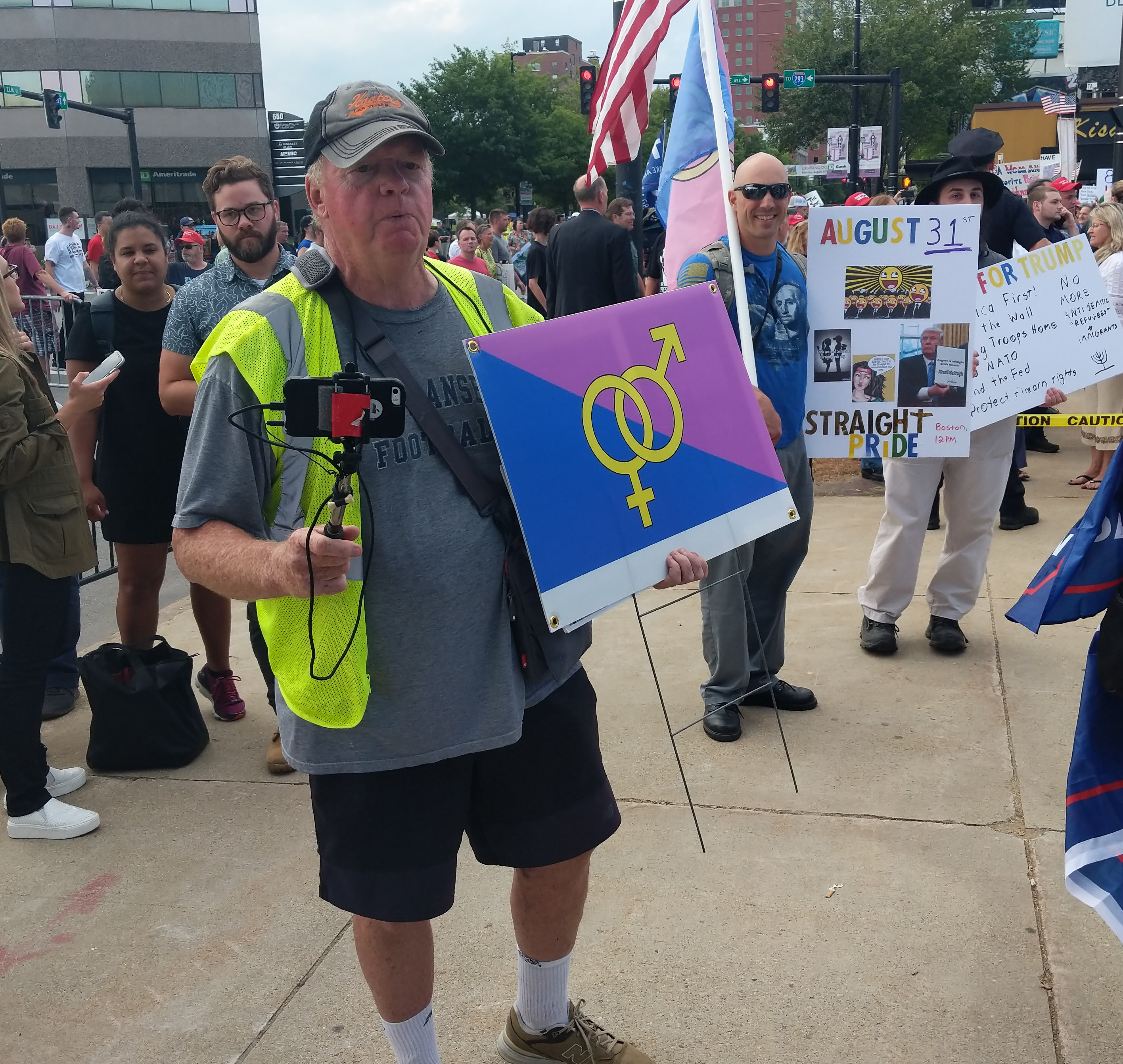
Presso lo Straight pride di Boston un manifestante mostra un cartello relativo all' "orgoglio etero" (2019).

Etero pride (dall'inglese Straight pride o heterosexual pride) è un movimento sorto alla fine degli anni ottanta e all'inizio degli anni novanta usata principalmente dai gruppi conservatori. Il termine nasce in contrapposizione al gay pride, adottato dal movimento LGBT nei primi anni settanta e alle sue istanze.
Tale controspinta al gay pride ha generato polemiche e attenzione da parte dei media.

## Contenuti e critiche
Il concetto alla base del gay pride è quello di proporre un movimento che ha l'obiettivo di sfatare l'immagine negativa delle persone LGBT, spiegando che tale gruppo di persone è stato e viene culturalmente stigmatizzato; portando disagio ai membri della sua comunità.
In questo contesto, il termine etero pride (orgoglio eterosessuale) mira a contrapporre al gay pride una visione più conservatrice e tradizionalista della famiglia secondo i valori della tradizione giudaico-cristiana.
Infatti la più grande critica che manifesta l'etero pride è nei confronti proprio del gay pride, ovvero che non abbia senso mostrarsi orgogliosi per il proprio orientamento sessuale e di genere (omosessuale, bisessuale, transessuale...). Come contro-argomentazione viene sottolineato che la cultura mainstream offre molte tutele (matrimoni, incentivi fiscali, reversibilità...) per una relazione eterosessuale, mentre gli omosessuali, in molti contesti e paesi, si sentono isolati e discriminati, ed è per questo che manifestare per il proprio orientamento è un'opportunità per socializzare e per portare visibilità nei confronti delle discriminazioni subite.

## Concetti analoghi
Dal concetto dell'etero pride deriva anche il White pride, usato principalmente dalle organizzazioni bianche separatiste, nazionaliste bianche, neonaziste e suprematiste bianche per sostenere posizioni razziste. Anche in questo caso l'essere "orgogliosi" di un fattore che in occidente non è mai stato fonte di discriminazione è ritenuto da molti insensato.